# جیمز الیوت (بازیکن فوتبال)
جیمز الیوت (انگلیسی: James Elliott؛ 20 october 1869 – ۱۸۹۹ (۲۹−۳۰ سال)) بازیکن فوتبال بود.
از باشگاه‌هایی که در آن بازی کرده‌است می‌توان به باشگاه فوتبال استون ویلا اشاره کرد.